# Charles-Henry Rochat
Pour les articles homonymes, voir Rochat.
Charles-Henry Rochat, né en 1953, est un médecin et chirurgien urologue, investi dans le secteur humanitaire.

## Biographie
Charles-Henry Rochat naît en 1953,. 
Il obtient son doctorat en médecine à l’Université de Genève en 1978 et son titre de chirurgien spécialiste en urologie en 1987,. 

### Carrière
Il travaille en qualité de consultant[réf. souhaitée] aux Hôpitaux universitaires de Genève de 1989 à 2006.
Il est chargé de la chirurgie urologique de l’Hôpital de la Chaux-de-Fonds jusqu’en 2013 et docteur spécialiste en urologie à Genève. 
En Suisse, il est pionnier en chirurgie laparoscopie, notamment des prostatectomies laparoscopiques dès 1999. Il a intégré la robotique dans la chirurgie de pointe dans ses opérations.
Il officie dans les hôpitaux en Suisse, enseigne en Afrique notamment dans les domaines de la chirurgie de la prostate au Togo et au Bénin. L’urologue genevois est un des experts de la réparation de fistules.
Il est professeur associé d'urologie à la Faculté des sciences de la santé de Cotonou aux Bénin[source secondaire nécessaire] et professeur associé au Département d'obstétrique, gynécologie et santé maternelle du Albert Einstein College of Medicine à New York[source secondaire nécessaire].

### Humanitaire
Il opère dans les hôpitaux de guerre, pour le CICR, à Peshawar au Pakistan, en Afghanistan, en Thaïlande et en Irak[Quand ?].
Investi en humanitaire, il organise tous les ans depuis 1996 des missions au Bénin pour opérer des fistules,,,. Il y opère environ 100 femmes par an.

## Distinctions
- 2020 Alumnus de l'année 2020 par l'Université de Genève, pour son combat contre les fistules obstétricales[5]
- Ordre pro Merito Melitensi de l’ordre souverain de Malte[3][source détournée]
- Officier de l'ordre national du Bénin[3],[10]